# Велика порожнеча
Велика порожнеча (англ. The Big Empty) — фантастичний фільм 2003 року.

## Сюжет
Джон Персон — зовсім не юний, але й досі актор-початківець, що знявся всього в декількох рекламних роликах, — не втрачає надії отримати роль. Тим часом, він підробляє, де доведеться, а його борги за рахунками становлять вже 27 987 доларів. Актор має дружні стосунки з сусідкою — милою симпатичною жінкою й уникає дивакуватого сусіда Нілі. І ось одного разу цей самий сусід пропонує Персону угоду — він повинен доставити в якесь глухе містечко під назвою Бейкер блакитну валізу і передати її людині на ім'я Ковбой...